# Igreja Reformada da Hungria
A Igreja Reformada da Hungria ou Igreja Reformada Húngara (IRH) - em húngaro: Magyarországi Református Egyház -, é a maior e mais antiga denominação reformada na Hungria, formada em 1567.
Embora adote o sistema de governo presbiteriano, a denominação nomeia chama de bispos os líderes dos 4 distritos nos quais se subdivide.

## História

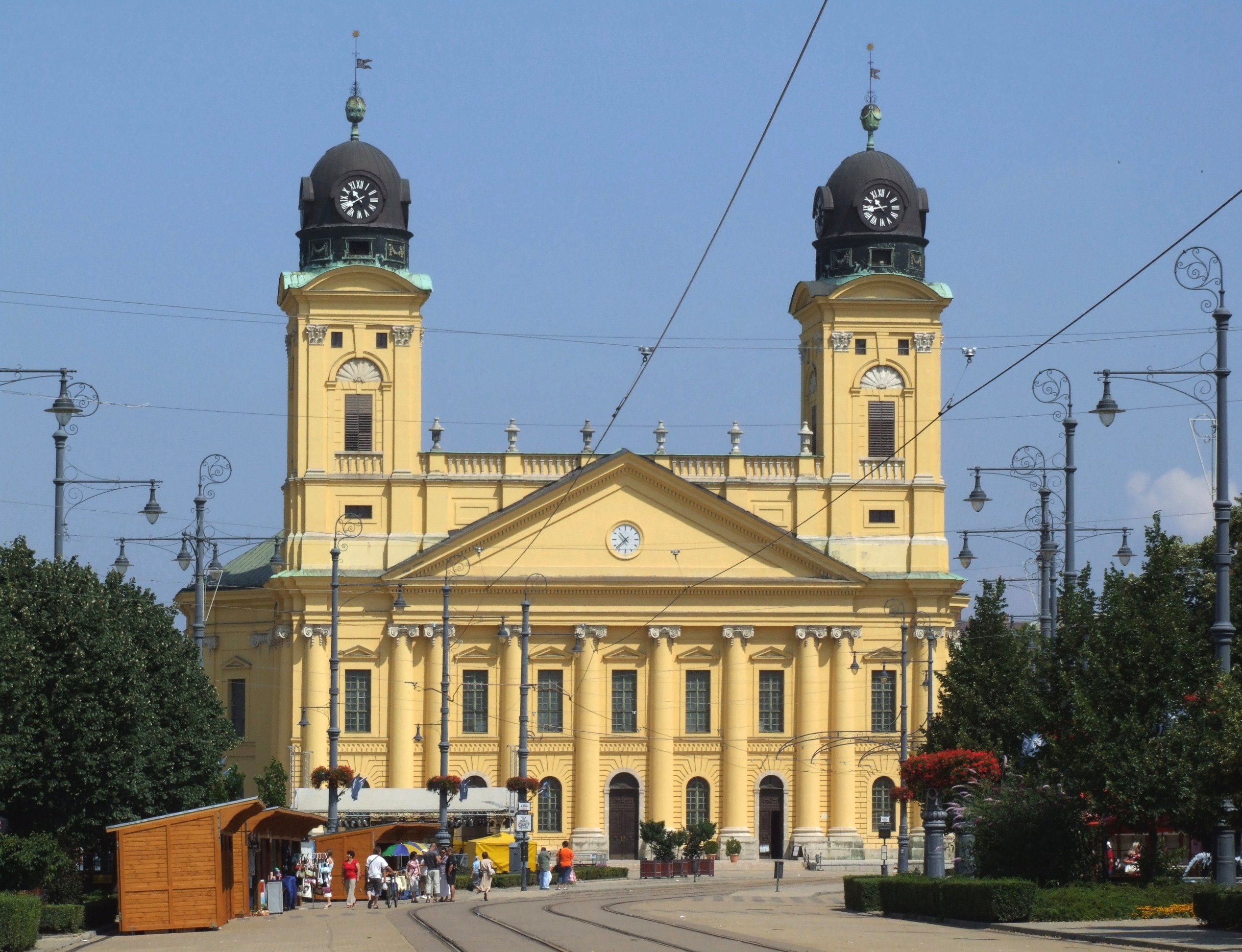
Igreja Reformada em Debrecen.

No Século XVI, a Reforma Protestante se espalhou pela Europa. Na Hungria, em 1567, foi organizado um sínodo em Debrecen, na qual os aderentes da Fé Reformada no pais se organizaram como uma denominação, que adotou a Segunda Confissão Helvética e Catecismo de Heidelberg como doutrinas oficiais. Esta denominação ficou conhecida como Igreja Reformada da Hungria.
A partir da dissolução do Império da Áustria-Hungria, diversos territórios outrora dentro das fronteiras húngaras foram cedidos a outros países. Nestes países, foram organizadas denominações filhas da IRH. São elas: Igreja Reformada na Romênia, Igreja Cristã Reformada na Eslováquia, Igreja Reformada na Transcarpátia, Igreja Cristã Reformada na Sérvia, Igreja Cristã Reformada na Croácia e Igreja Reformada na Eslovênia.
A denominação enfrentou várias restrições religiosas durante o governo comunista na Hungria, tendo várias de suas propriedades confiscadas. Todavia, a partir de 1989 a Hungria voltou a um regime democrático, de forma que as propriedades da igreja foram devolvidas.

## Estatísticas
Em 1949, 2.014.718 pessoas (21,9% da população) se identificavam como reformadas. 
Em 1992, 2.167.121 pessoas (20,9% da população) se identificavam como reformadas no país. 
Os números caíram para 1.817.259 (17,7% da população) em 1998 e 1.622.796 (15,9% da população) em 2001. 
No Censo de 2011, 1.153.454 pessoas se identificaram como reformadas, o que correspondia a 11,6% da população.
Em 2022, 943.982 pessoas, ou 9,8% da população do país, se identificaram como reformadas no Censo nacional.

## Relações Intereclesiásticas
A denominação é membro do Conselho Mundial de Igrejas, Comunhão Mundial das Igrejas Reformadas, Comunhão de Igrejas Protestantes na Europa e Conferência das Igrejas Europeias.

## Doutrina
A denominação pratica a ordenação de mulheres, e o pedobatismo. Se diferencia de outras denominações reformadas continentais pela existência do cargo de bispo, ainda que adote o sistema de governo presbiteriano.